# Blå lagunen

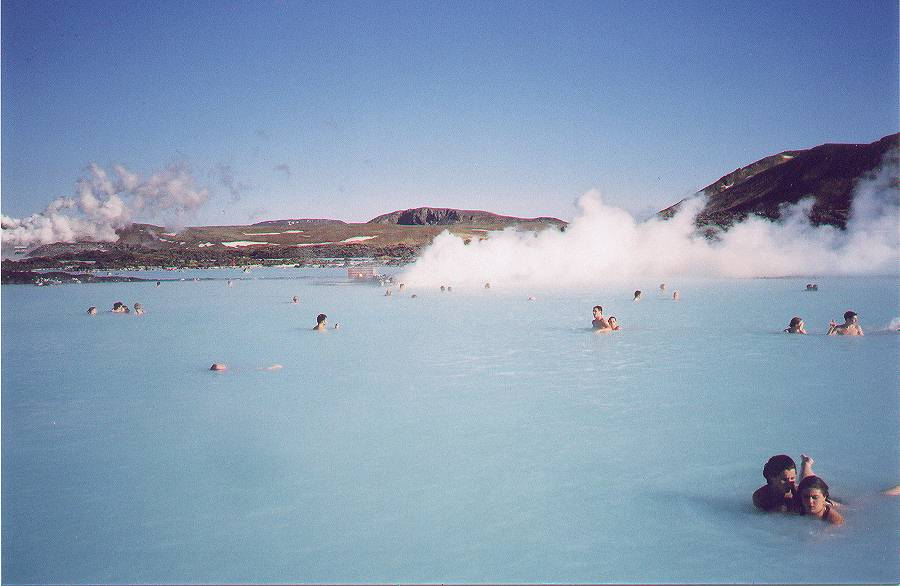
Den blå lagunen

Blå lagunen (isländska: Bláa lónið) är ett geotermiskt spa på Island. Den ligger i ett lavafält på sydvästra Island, vid Grindavík på Reykjaneshalvön, inte långt från flygplatsen Keflavíks internationella flygplats.

## Vattnet
Det varma vattnet är rikt på mineraler som kiseldioxid och svavel. Vattnet innehåller över 200 olika mikroorganismer, vilket gör att det blir turkosblått.
Lagunen ligger i anslutning till ett geotermiskt kraftverk, Svartsengi, som den får vatten från. Vattnet, som är en blandning av salt- och sötvatten, tas från ungefär två kilometers djup. På detta djup blir dess temperatur upp mot 240 °C. Eftersom vattnet är under ett högt tryck i underjorden kokar det inte, men när det pumpas upp till ytan vid vanligt atmosfäriskt tryck förångas det direkt med hög energi. Vattnet används för att driva turbiner som genererar elektricitet. När vattnet gått igenom turbinerna, passerar det en värmeväxlare för att framställa varmvatten till det kommunala vattensystemet. Därefter åker vattnet ner i lagunen, som spillvatten från värmekraftverket.
Vattentemperaturen i badområdet är i genomsnitt 36–39 grader. På grund av vattnets på vissa områden mycket höga temperatur är delar av badplatsen avstängda för besökarna.

## Blå lagunen i media
- År 2004 användes  Blå lagunen som första mål i den internationella realityserien The Amazing Race 6.
- År 2005 var Blå lagunen platsen där TV-programledaren Jeremy Clarkson och hans filmteam spelade in en episod av Top Gear, ett BBC-program.

## Namnet
"Blå lagunen" är ingen lagun, men vattnet får en ljusblå färgton mot den grunda och ljusa bottnen. Även andra badanläggningar har getts namnet "blå lagunen", efter Henry De Vere Stacpooles bok Den blå lagunen från 1908 och ett antal filmatiseringar av boken. I Sverige finns bland annat badplatsen Blå lagunen (anlagd i ett nedlagt grustag) i Ekerö kommun, och på norra Gotland nära Fleringe finns badanläggningen Blå lagunen i ett nedlagt kalkstensbrott.